# 沙依巴克区
沙依巴克区（維吾爾語：سايباغ رايونى）是中国新疆维吾尔自治区乌鲁木齐市所辖的一个市辖区。总面积为377.57平方公里，常住人口約80万人。

## 行政区划
沙依巴克区下辖17个街道办事处：
长江路街道、和田街街道、扬子江路街道、友好南路街道、友好北路街道、八一街道、炉院街街道、西山街道、雅玛里克山街道、红庙子街道、长胜东街道、长胜西街道、长胜南街道、火车南站街道、环卫路街道、骑马山街道和平顶山街道。

## 人口
2020年末，根據全國第七次人口普查統計顯示：沙依巴克区常住人口为799539人。

## 交通

### 公路
- 连霍高速、 乌鲁木齐绕城高速、 216国道、 312国道过境。

### 鐵路
- 兰新铁路、兰新客运专线：乌鲁木齐站
- █ 乌鲁木齐地铁1号线的车站有八樓站。

## 旅游景点
著名旅游景点有雅玛里克山、老君庙、鞏寧城、博格达山，觀音山的镇龙宝塔等。